# Farol oculto

Duas imagens mostrando os faróis de um Mazda 323 F retraídos e visíveis.

Faróis ocultos, também comumente conhecidos como faróis pop-up, faróis flip-eye ou faróis escamoteáveis, são uma forma de iluminação automotiva e um recurso de estilo automotivo que esconde os faróis de um automóvel quando não estão em uso.
Dependendo do design, os faróis podem ser montados em uma caixa que gira de modo a ficar nivelada com a extremidade dianteira, como no Lamborghini Miura ou Porsche 928, pode retrair-se no capô e/ou para-lamas, como no Chevrolet Corvette (1963-2004), ou pode ser escondido atrás de painéis de grade retráteis ou giratórios, como no Dodge Charger (1966-1970), no Mercury Cyclone (1970-1971) ou no Buick Riviera (1965).

## História
Os faróis ocultos apareceram pela primeira vez no Cord 810 em novembro de 1935 no Salão do Automóvel de Nova York e logo depois em um exemplar personalizado do Alfa Romeo 8C em 1936. No Cord, um par de manivelas em cada lado do painel podia ser girado manualmente para acender os faróis quando necessário. Faróis ocultos elétricos apareceram pela primeira vez no carro-conceito da GM em 1938, o Buick Y-Job, e apareceram em carros-conceito vários anos depois, incluindo o General Motors Le Saber de 1951. No entanto, os faróis ocultos não apareceriam em um veículo de produção até 1962 com o Lotus Elan. A popularidade desse recurso aumentou e diminuiu com o tempo. Os faróis ocultos recuperaram popularidade em meados da década de 1960, primeiro na Europa, mas principalmente nos EUA, onde faróis aerodinâmicos não eram permitidos. Uma variedade relativamente grande de carros incorporou faróis ocultos entre as décadas de 1970 até o início dos anos 2000. A legislação subsequente fez com que os faróis ocultos caíssem cada vez mais em desuso.
No passado, os fabricantes costumavam usar faróis ocultos para contornar as regulamentações de altura dos faróis nos Estados Unidos. Por exemplo, em 1983, a Toyota exportou sua versão com farol retrátil do AE86 (conhecido internamente como Sprinter Trueno) em vez do Corolla Levin, já que o primeiro tinha uma altura de farol mais alta, o suficiente para satisfazer as regulamentações dos EUA. Isso evitou que precisassem aumentar a altura da carroceria do carro, o que teria afetado o manuseio.

### Descontinuação
As leis dos EUA agora permitem faróis aerodinâmicos, em relação aos quais faróis ocultos representam custo, peso e complexidade adicionais, bem como preocupações de confiabilidade à medida que os carros envelhecem. As regulamentações internacionalizadas de segurança automotiva da ECE também incorporaram recentemente disposições de proteção de pedestres que restringem as protuberâncias das carrocerias dos automóveis.
A última vez que faróis pop-up apareceram em um carro de produção em grande escala foi em 2004, quando o Lotus Esprit e o Chevrolet Corvette (C5) encerraram a produção. O desenvolvimento de faróis de projetor, como os do Nissan 300ZX (Z32) de 1990, e de faróis LED mais eficientes e brilhantes eliminou, na prática, a necessidade de faróis ocultos.
Apesar dos carros novos já não oferecerem faróis ocultos desde 2004, os faróis ocultos não são totalmente proibidos e, como tal, ainda podem ser instalados em veículos atuais, como o Ares Design Project1.

## Outros veículos com faróis ocultos
Embora a maioria dos faróis ocultos sejam instalados em carros, eles também foram instalados em outros tipos de veículos. Estes incluem motocicletas como a Honda Elite 150, alguns ônibus como Pegaso-Obradors e trens como o Keisei AE100.
- Honda Spacy 125 Striker
- Pegaso-Obradors ST-350
- Keisei AE100 Skyliner

## Galeria

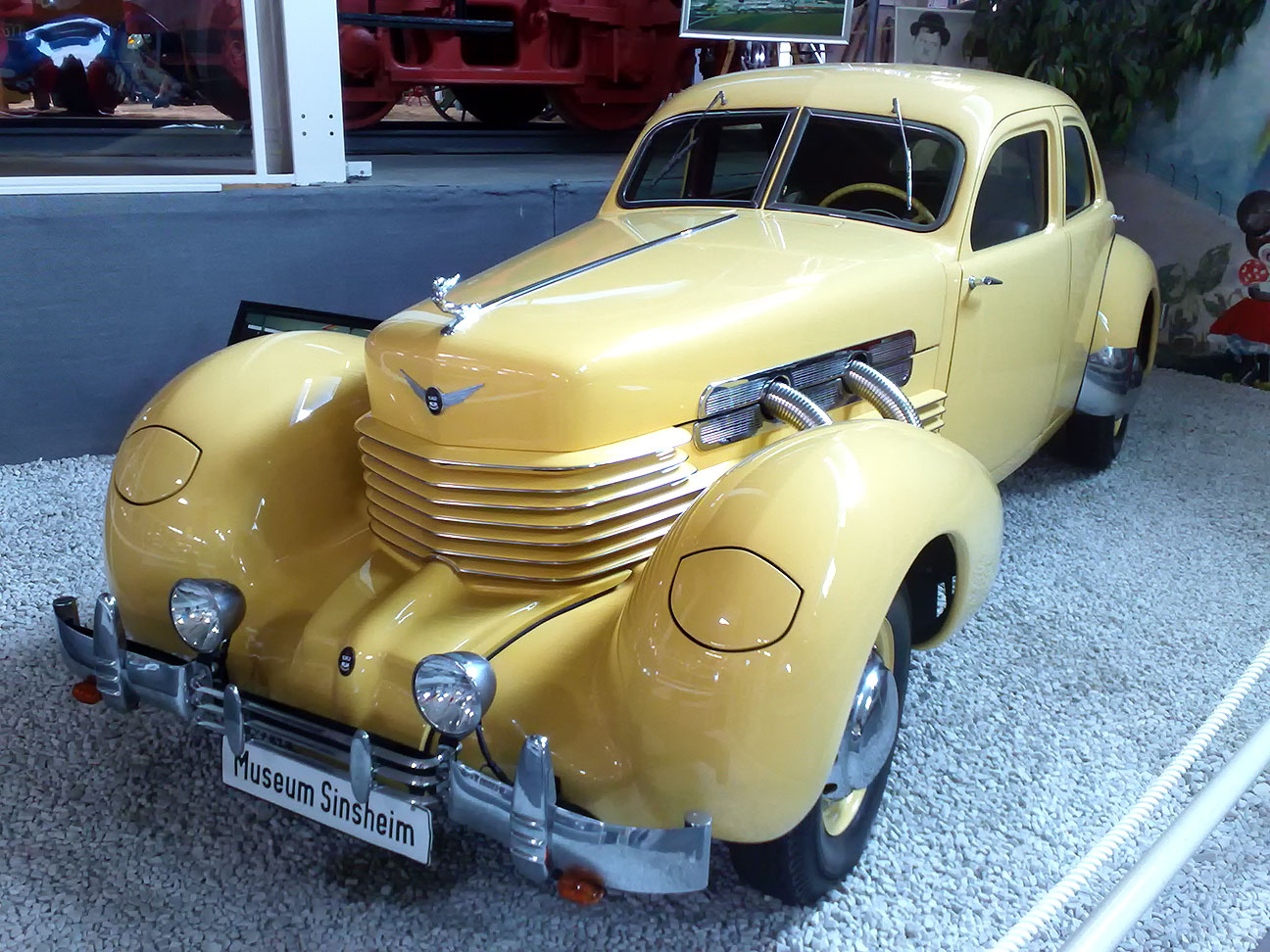
Cordão 1937 812
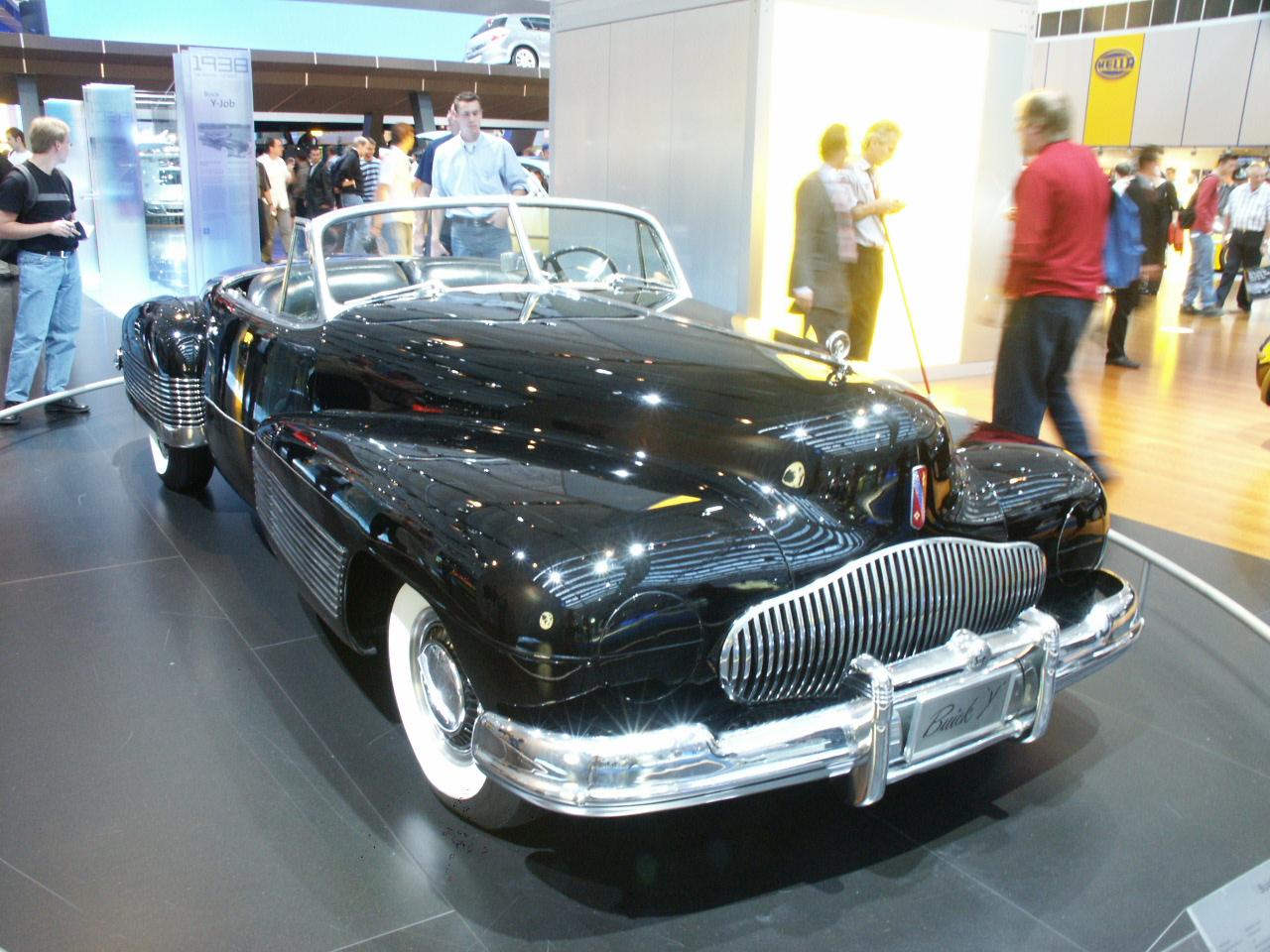
1938Buick Y-Job
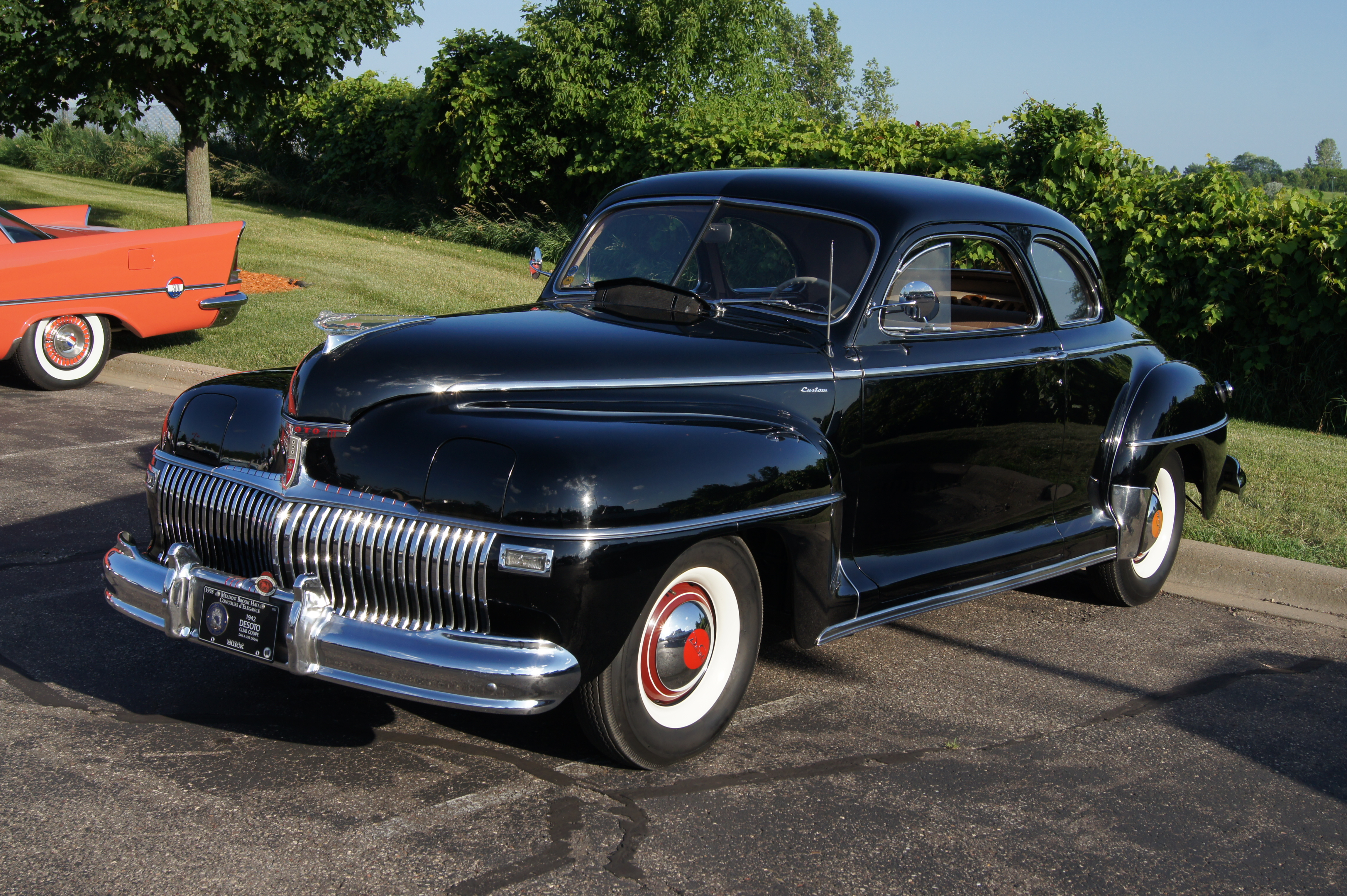
1942DeSoto
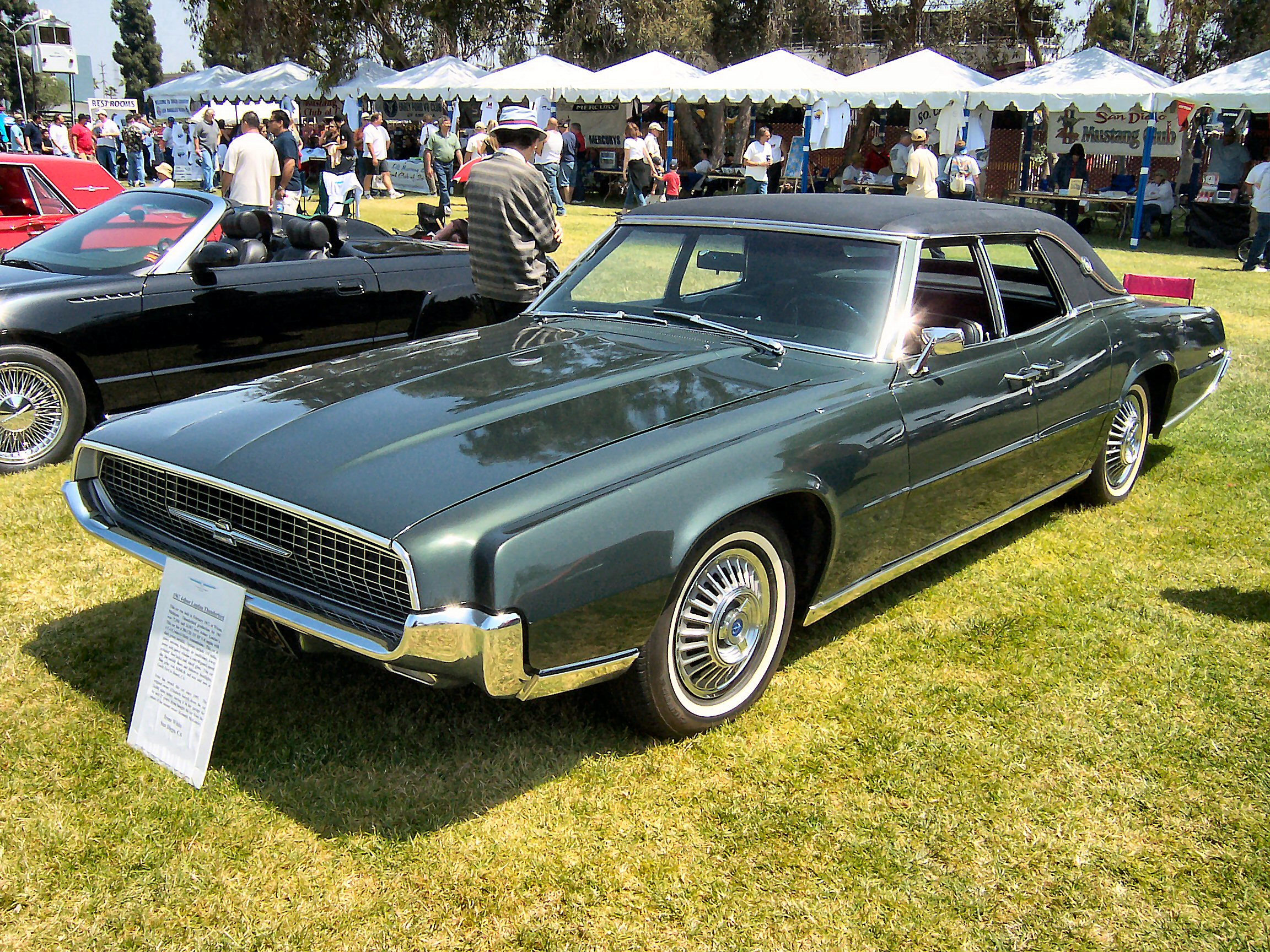
Ford Thunderbird1967
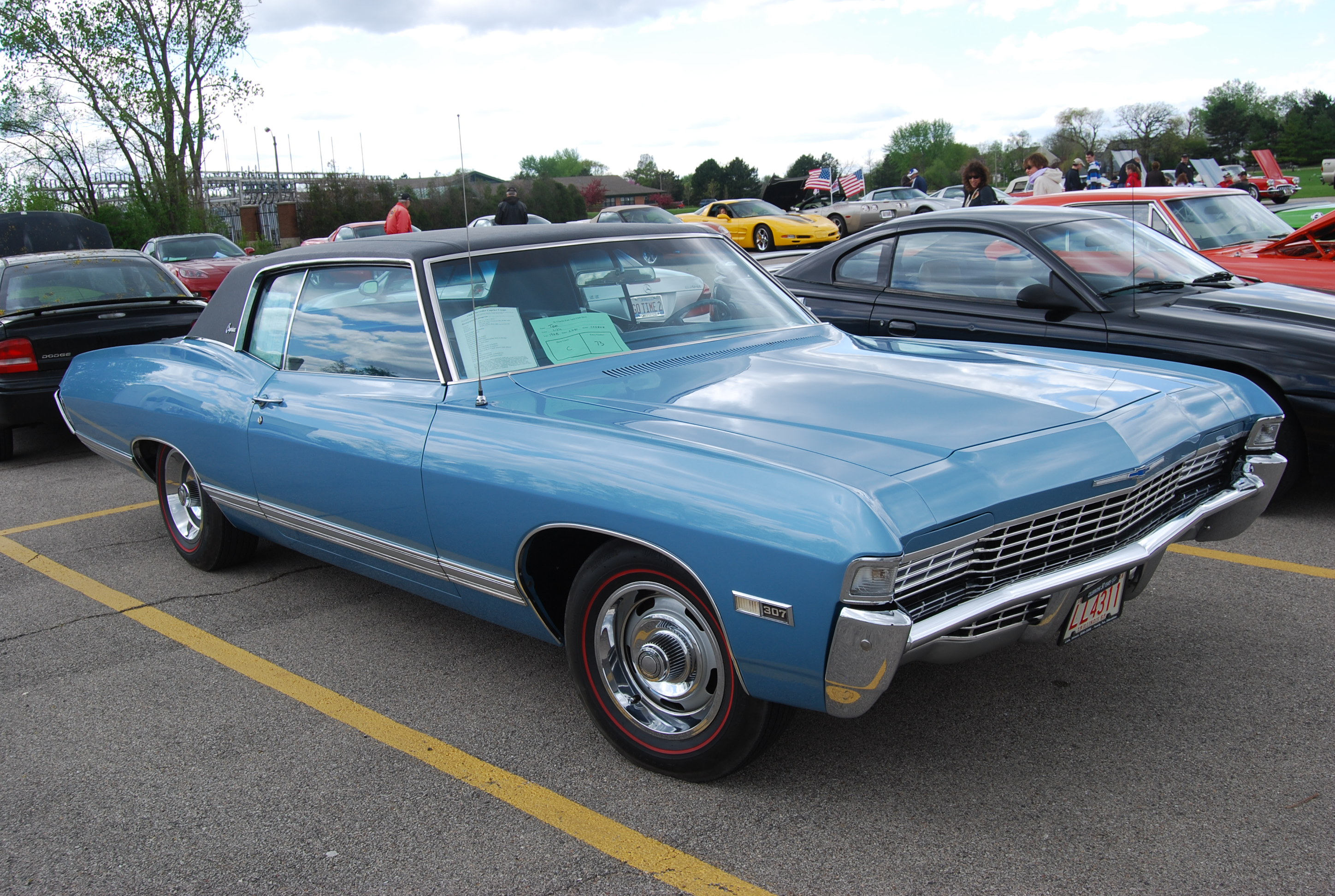
CupêChevrolet Caprice1968
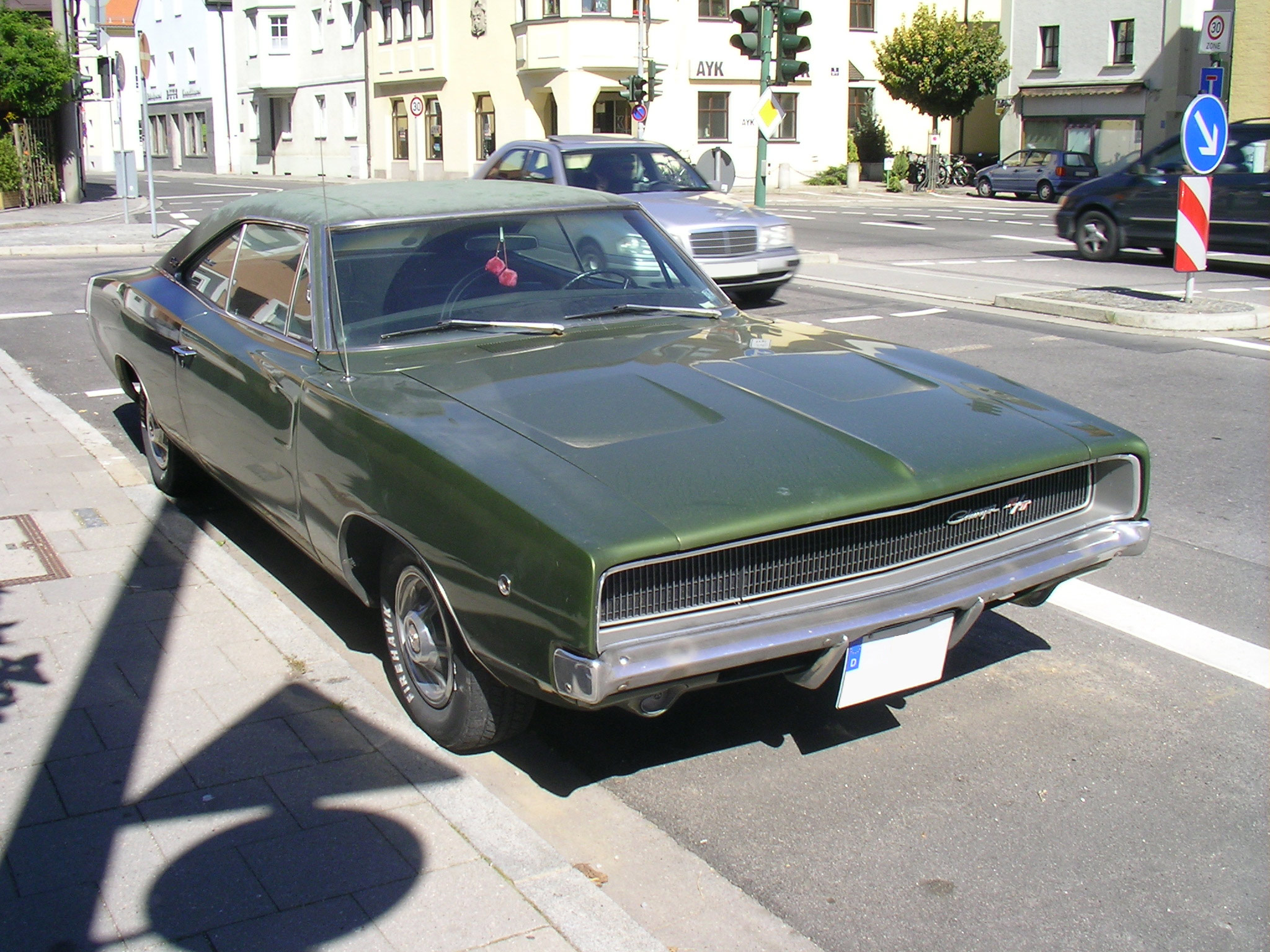
Dodge ChargerRT 1968
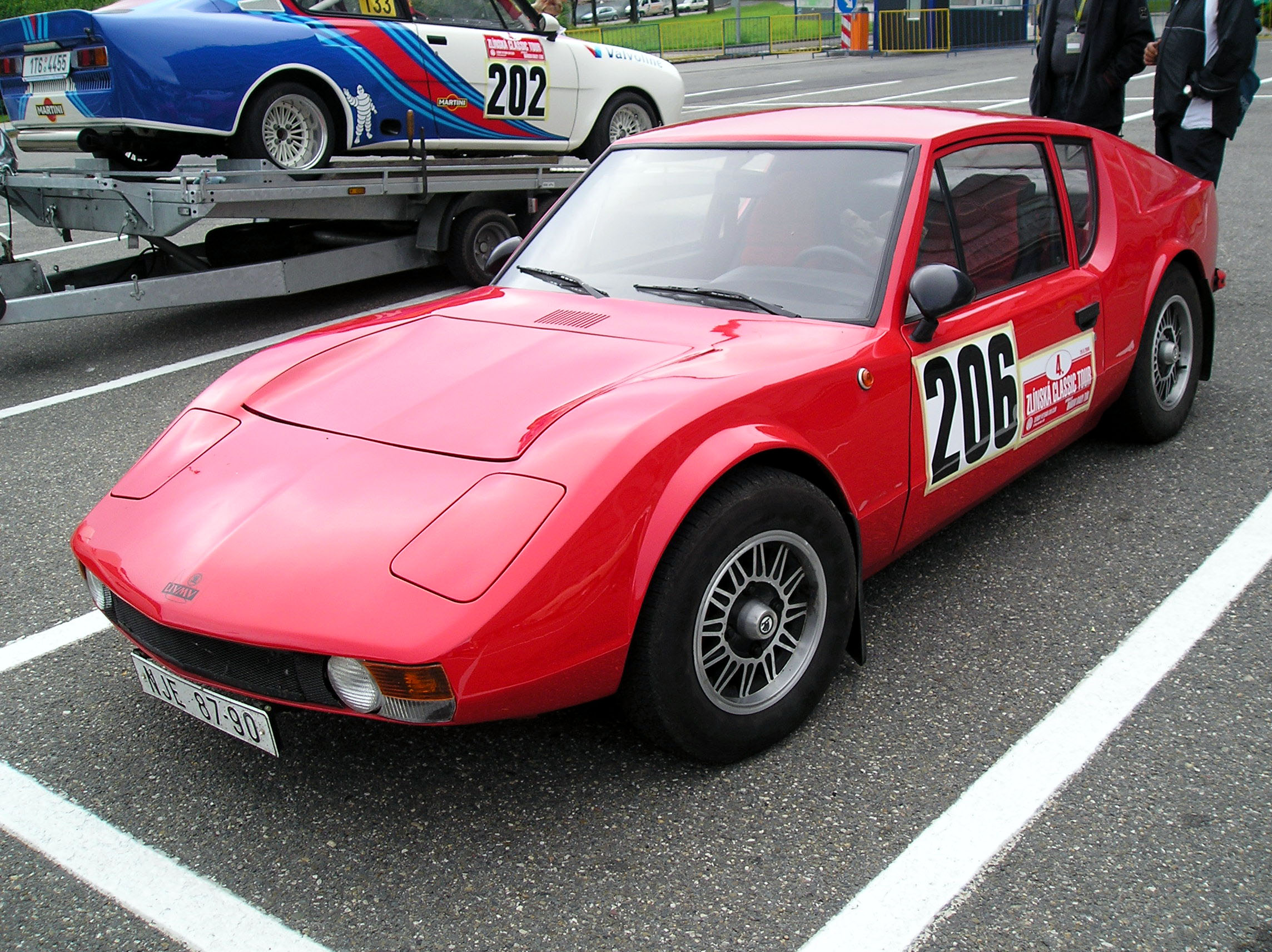
Skoda 1100 GT1970
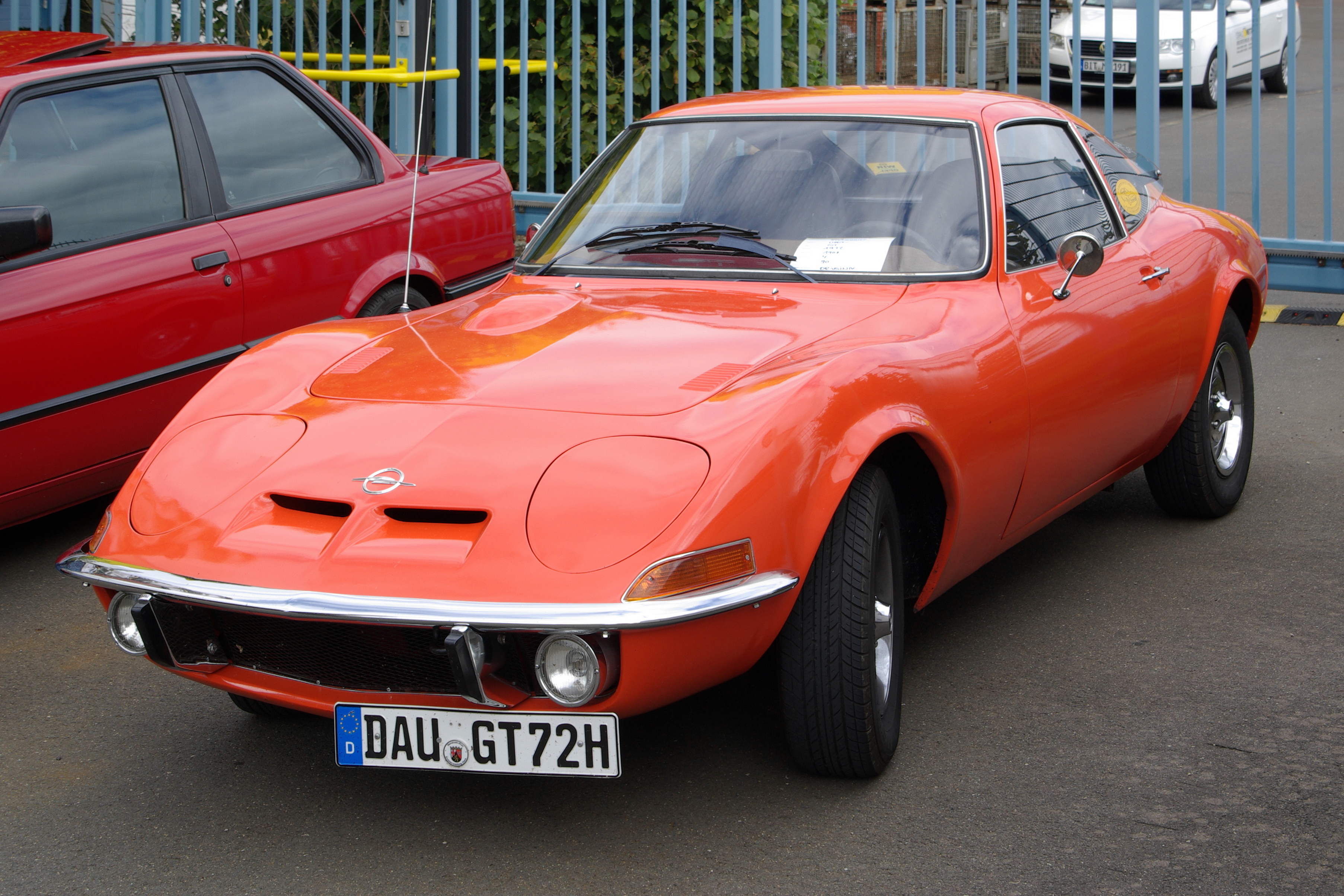
Opel GT1972
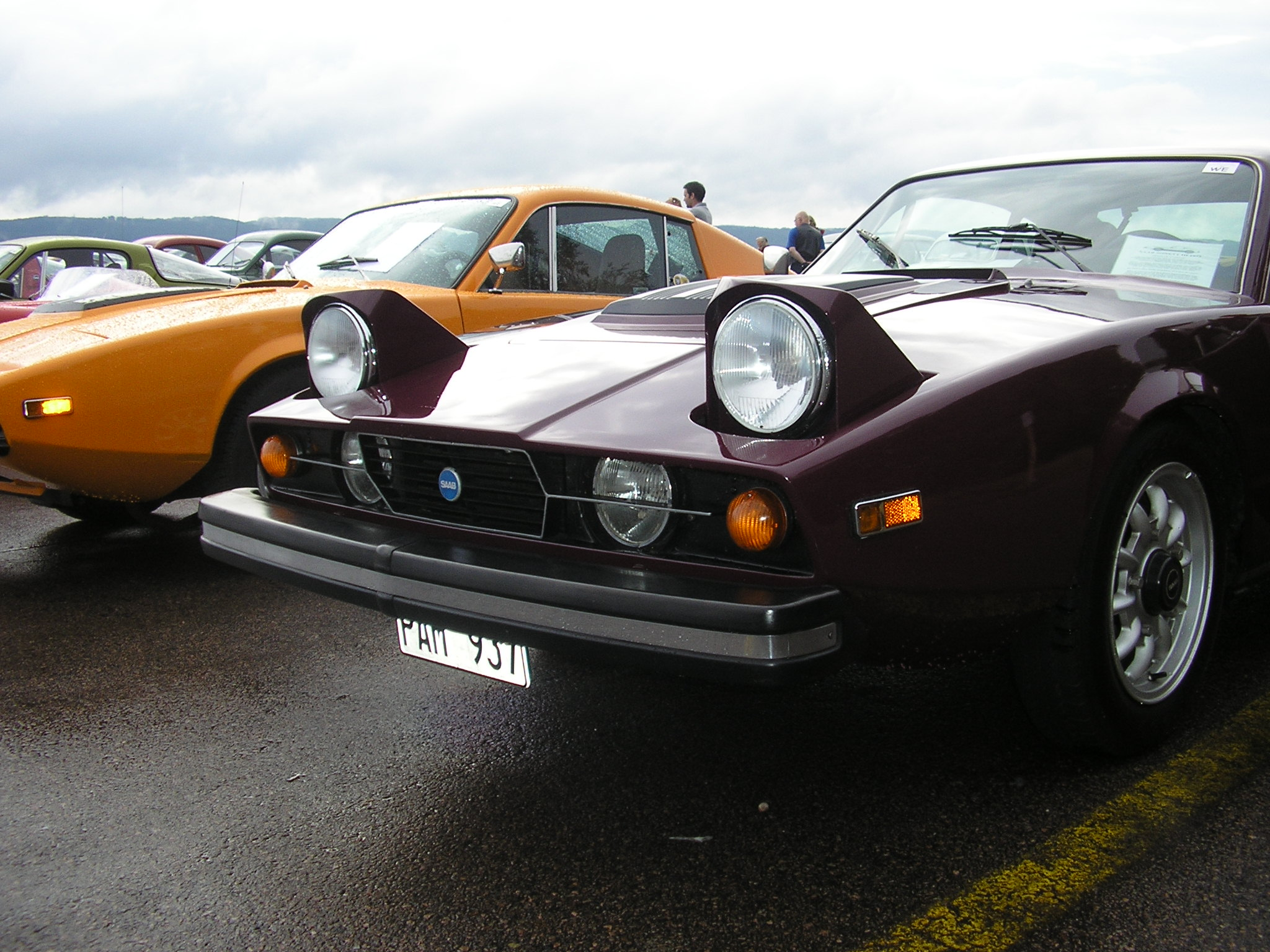
1973SAAB Soneto III
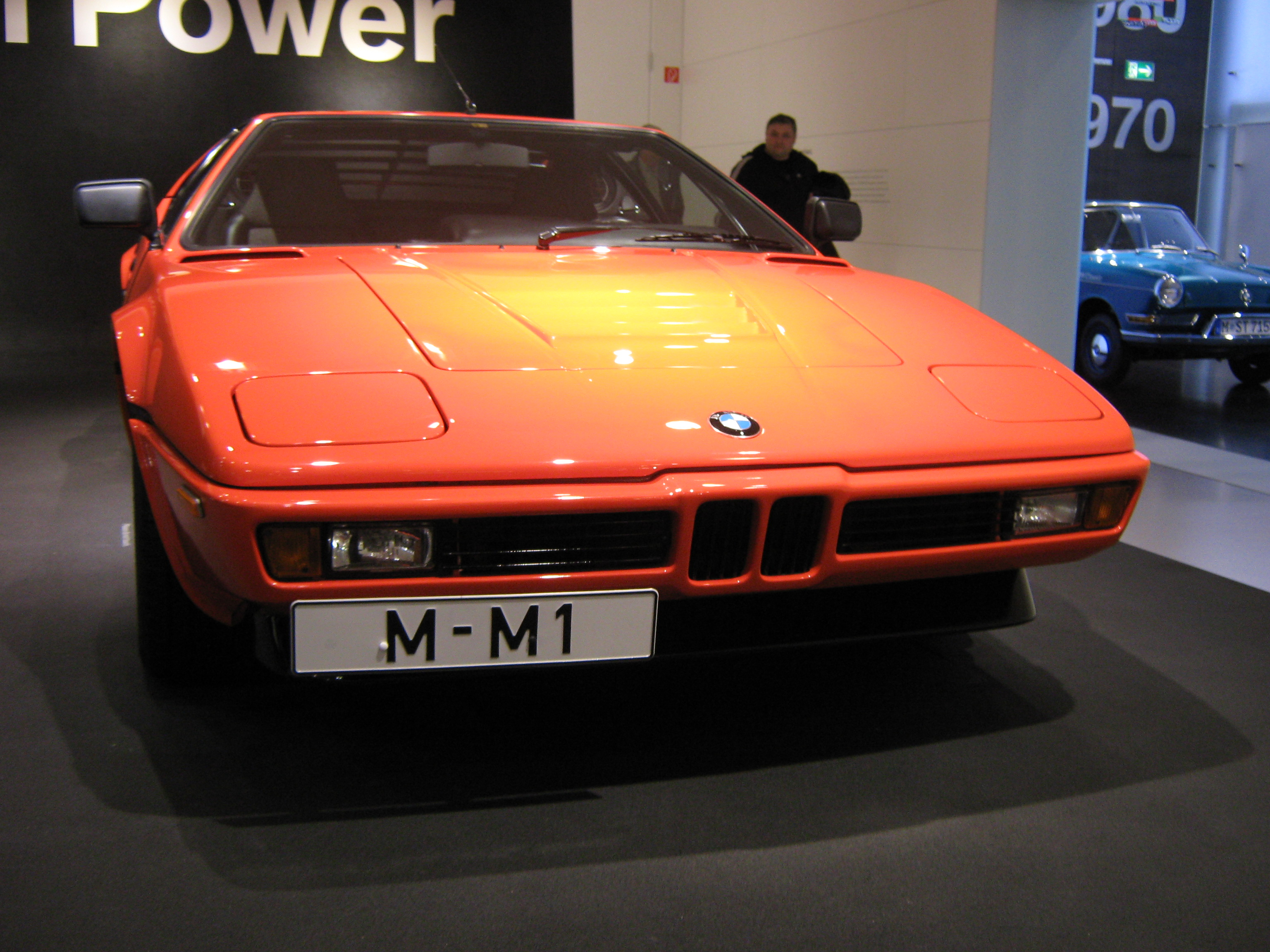
1978BMW M1
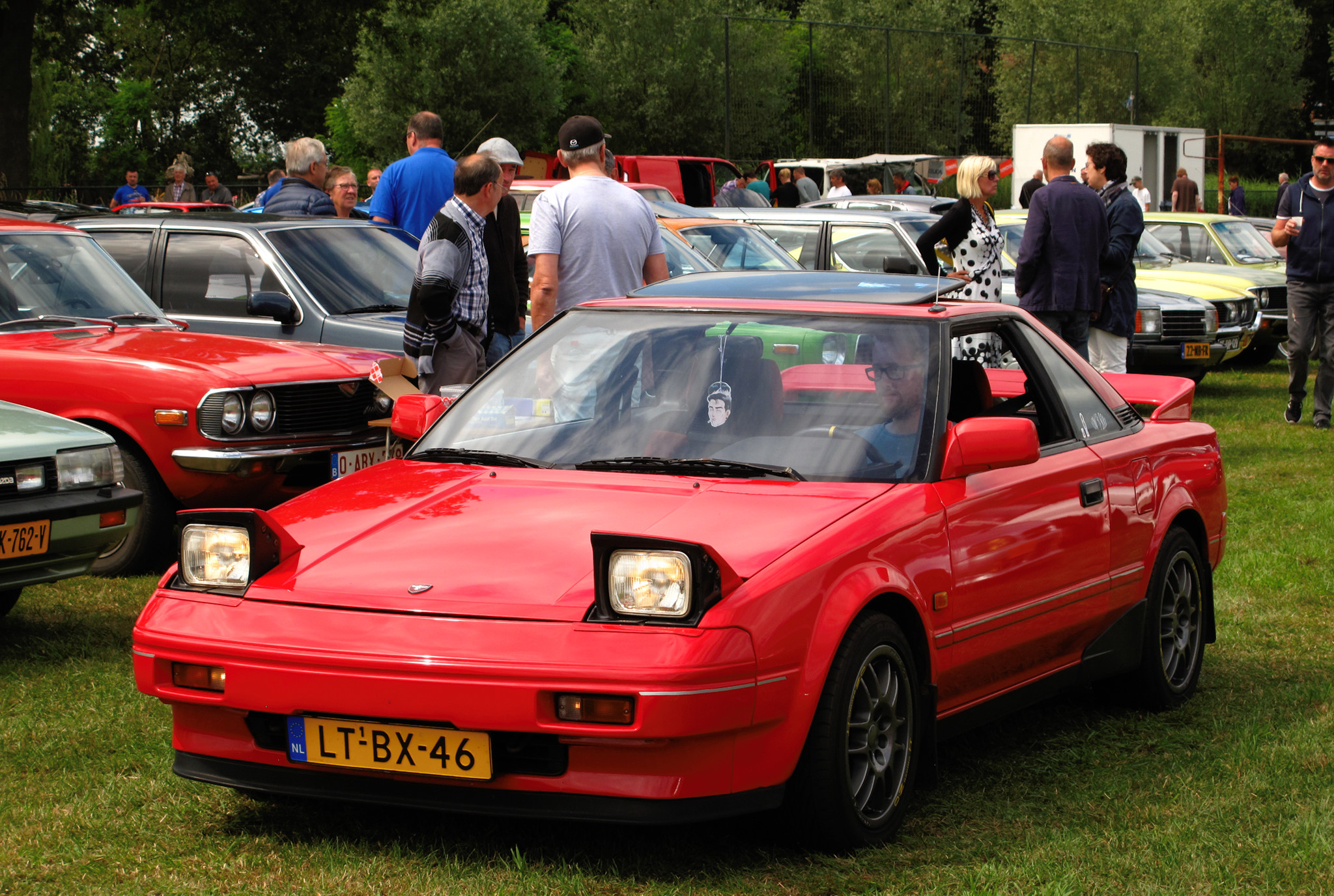
Toyota MR2 (1986)
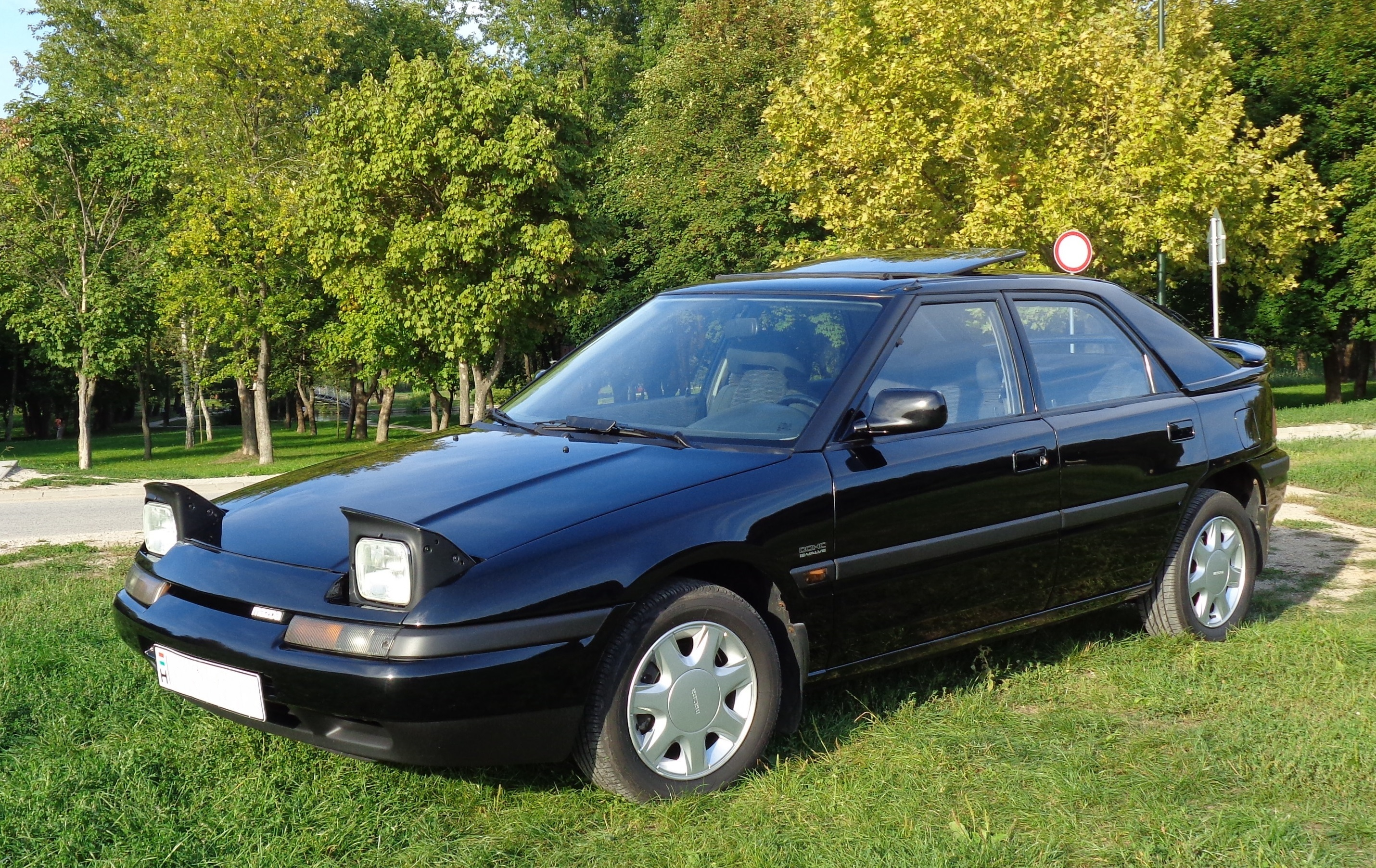
Mazda 323F (1989)
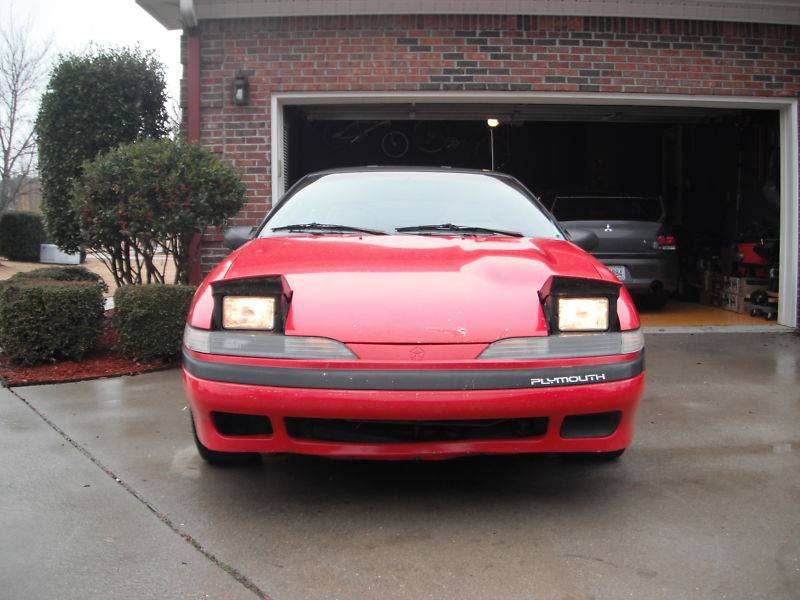
Laser Plymouth (1990)
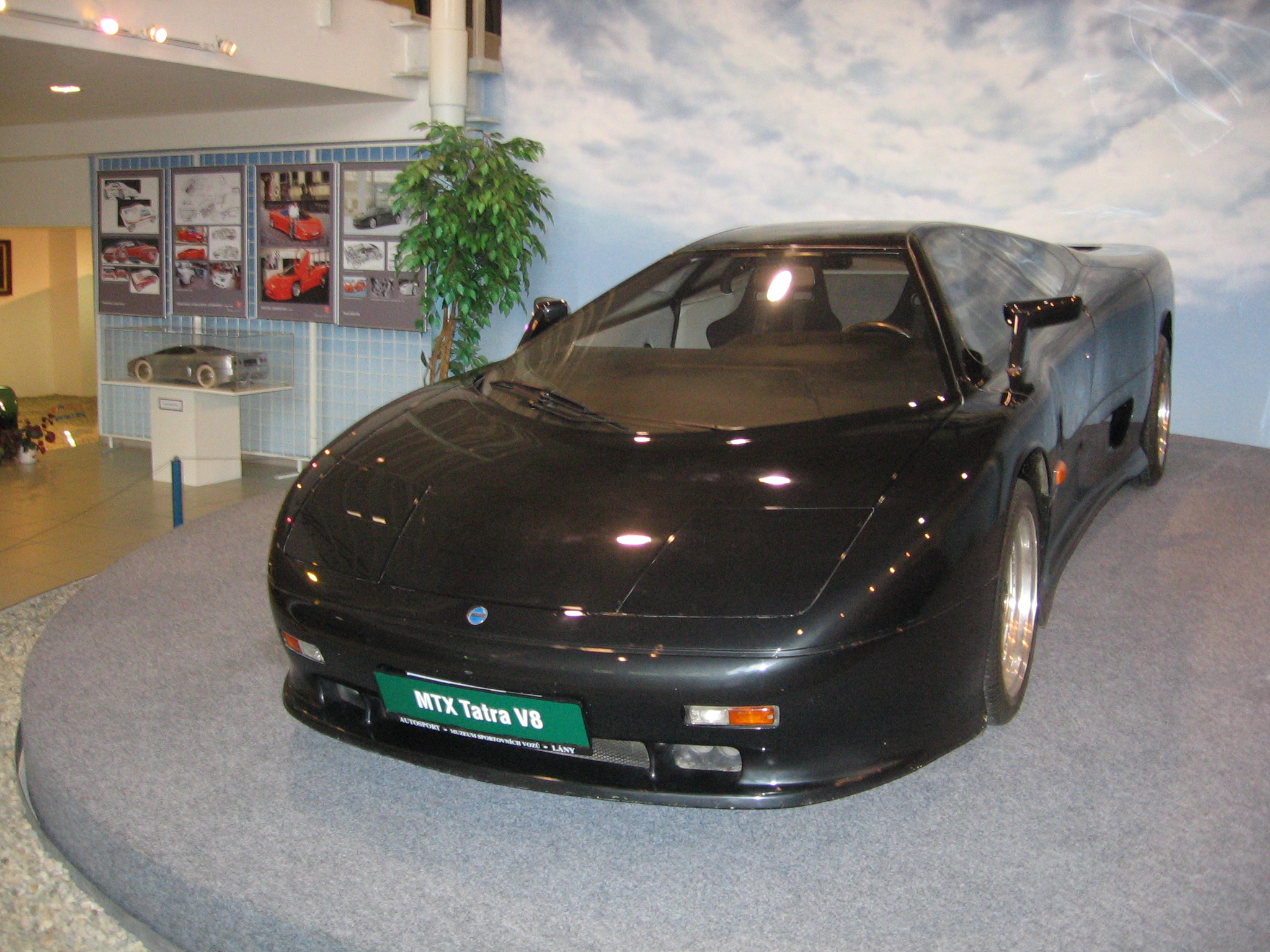
Tatra MTX V8 (1991)
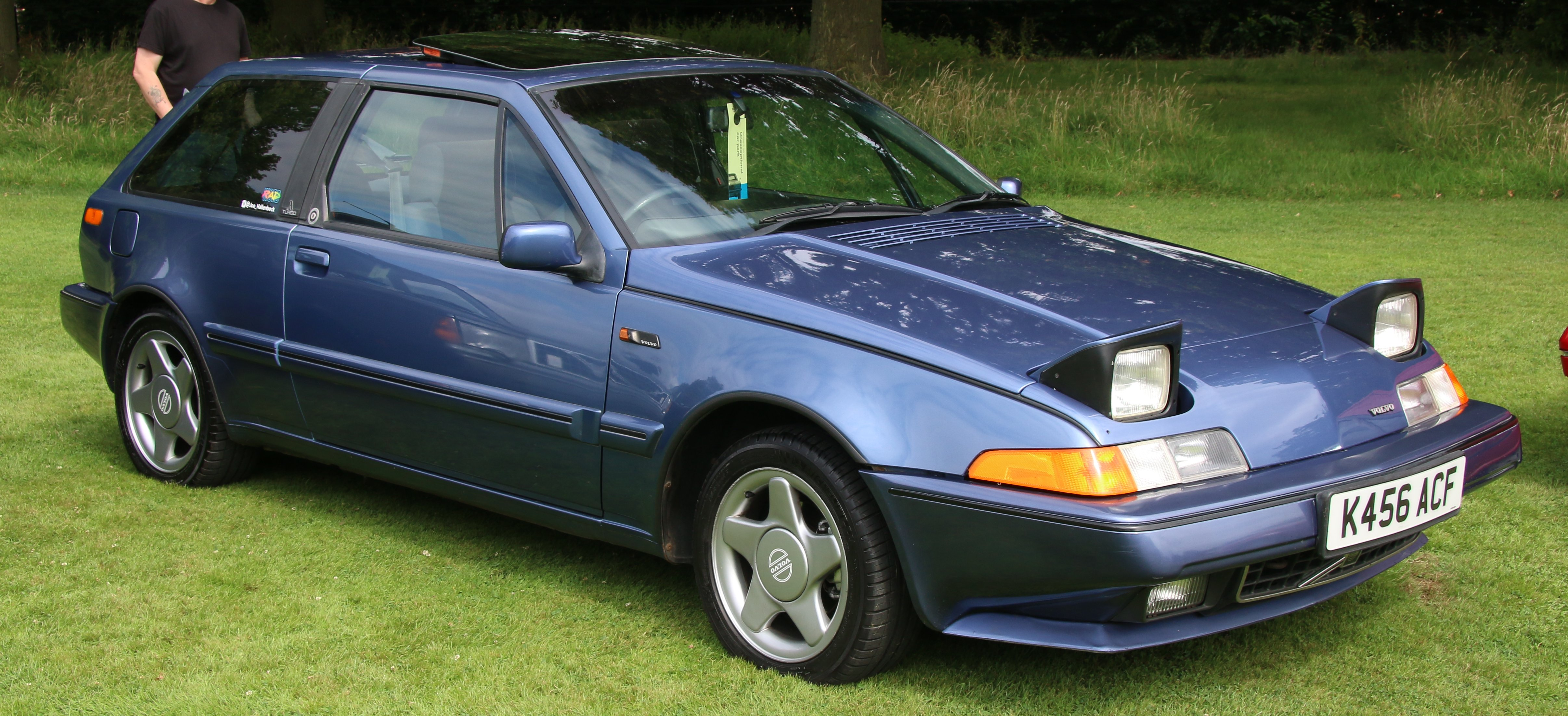
Volvo 480 (1992)
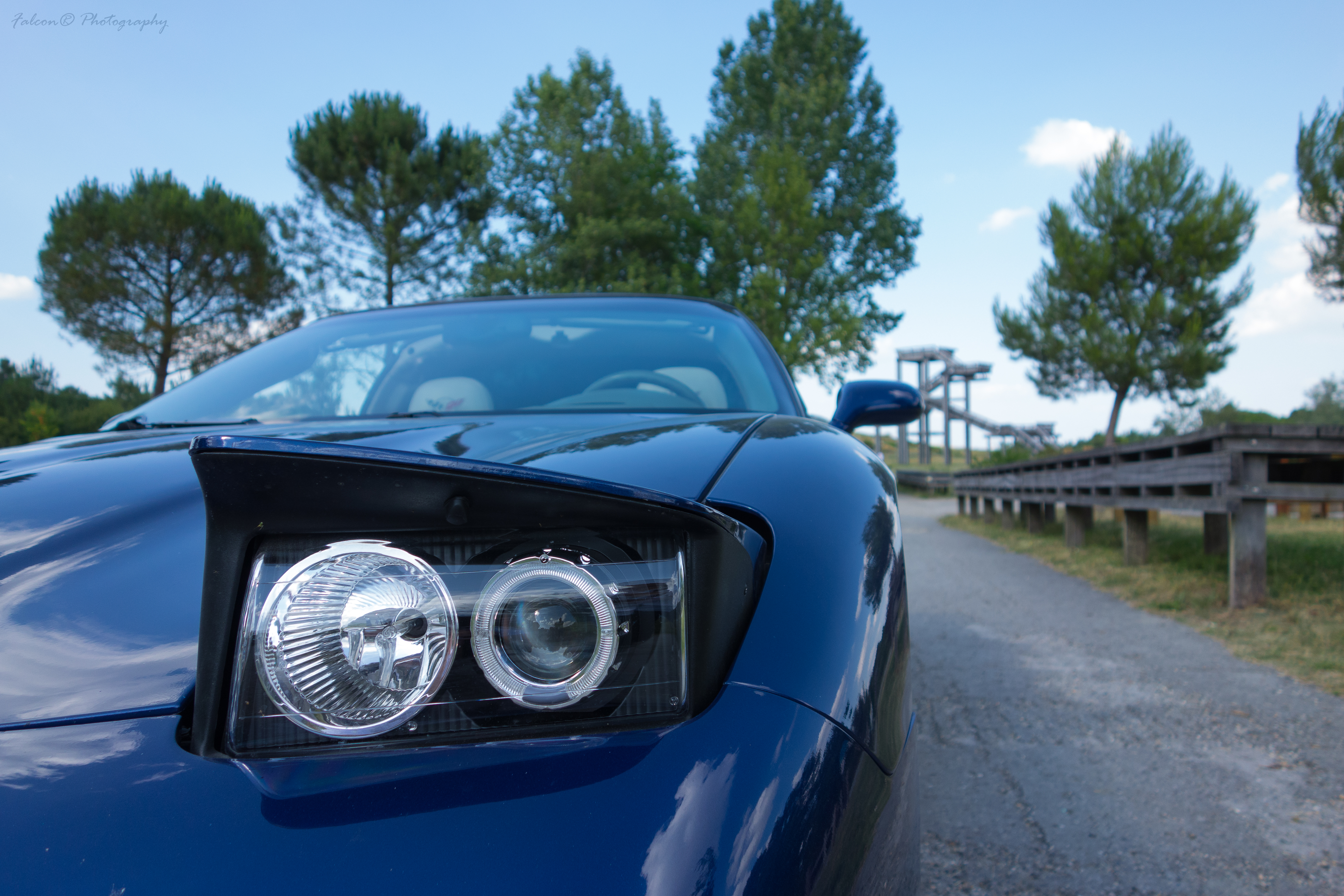
Chevrolet Corveta (2004)